# Ambrières-les-Vallées
Ambrières-les-Vallées és un municipi francès situat al departament de Mayenne i a la regió de País del Loira. L'any 2007 tenia 2.773 habitants.

## Demografia

### Població
El 2007 la població de fet d'Ambrières-les-Vallées era de 2.773 persones. Hi havia 1.150 famílies de les quals 348 eren unipersonals (120 homes vivint sols i 228 dones vivint soles), 415 parelles sense fills, 311 parelles amb fills i 76 famílies monoparentals amb fills.
La població ha evolucionat segons el següent gràfic:
Habitants censats

### Habitatges
El 2007 hi havia 1.433 habitatges, 1.169 eren l'habitatge principal de la família, 117 eren segones residències i 147 estaven desocupats. 1.286 eren cases i 130 eren apartaments. Dels 1.169 habitatges principals, 811 estaven ocupats pels seus propietaris, 336 estaven llogats i ocupats pels llogaters i 21 estaven cedits a títol gratuït; 10 tenien una cambra, 49 en tenien dues, 204 en tenien tres, 362 en tenien quatre i 544 en tenien cinc o més. 870 habitatges disposaven pel capbaix d'una plaça de pàrquing. A 586 habitatges hi havia un automòbil i a 459 n'hi havia dos o més.

### Piràmide de població
La piràmide de població per edats i sexe el 2009 era:
| Homes | Edats   | Dones |
| ----- | ------- | ----- |
| 4     | 95 o +  | 12    |
| 16    | 90 a 94 | 23    |
| 25    | 85 a 89 | 46    |
| 24    | 80 a 84 | 20    |
| 87    | 75 a 79 | 96    |
| 68    | 70 a 74 | 125   |
| 98    | 65 a 69 | 118   |
| 63    | 60 a 64 | 87    |
| 40    | 55 a 59 | 63    |
| 96    | 50 a 54 | 82    |
| 89    | 45 a 49 | 89    |
| 116   | 40 a 44 | 96    |
| 80    | 35 a 39 | 74    |
| 88    | 30 a 34 | 80    |
| 96    | 25 a 29 | 95    |
| 66    | 20 a 24 | 58    |
| 87    | 15 a 19 | 117   |
| 79    | 10 a 14 | 68    |
| 91    | 5 a 9   | 79    |
| 77    | 0 a 4   | 42    |

## Economia
El 2007 la població en edat de treballar era de 1.572 persones, 1.158 eren actives i 414 eren inactives. De les 1.158 persones actives 1.099 estaven ocupades (569 homes i 530 dones) i 59 estaven aturades (27 homes i 32 dones). De les 414 persones inactives 200 estaven jubilades, 114 estaven estudiant i 100 estaven classificades com a «altres inactius».

### Ingressos
El 2009 a Ambrières-les-Vallées hi havia 1.184 unitats fiscals que integraven 2.762 persones, la mediana anual d'ingressos fiscals per persona era de 15.952 €.

### Activitats econòmiques
Dels 152 establiments que hi havia el 2007, 1 era d'una empresa extractiva, 8 d'empreses alimentàries, 1 d'una empresa de fabricació de material elèctric, 2 d'empreses de fabricació d'elements pel transport, 16 d'empreses de fabricació d'altres productes industrials, 15 d'empreses de construcció, 27 d'empreses de comerç i reparació d'automòbils, 5 d'empreses de transport, 9 d'empreses d'hostatgeria i restauració, 1 d'una empresa d'informació i comunicació, 10 d'empreses financeres, 10 d'empreses immobiliàries, 19 d'empreses de serveis, 16 d'entitats de l'administració pública i 12 d'empreses classificades com a «altres activitats de serveis».
Dels 41 establiments de servei als particulars que hi havia el 2009, 1 era una oficina d'administració d'Hisenda pública, 1 gendarmeria, 1 oficina de correu, 2 oficines bancàries, 1 funerària, 3 tallers de reparació d'automòbils i de material agrícola, 1 taller d'inspecció tècnica de vehicles, 1 autoescola, 2 paletes, 3 guixaires pintors, 6 fusteries, 1 lampisteria, 3 electricistes, 5 perruqueries, 1 veterinari, 5 restaurants, 3 agències immobiliàries i 1 saló de bellesa.
Dels 17 establiments comercials que hi havia el 2009, 3 eren supermercats, 1 una botiga de menys de 120 m², 2 fleques, 4 carnisseries, 2 llibreries, 3 botigues de roba i 2 floristeries.
L'any 2000 a Ambrières-les-Vallées hi havia 89 explotacions agrícoles que ocupaven un total de 2.640 hectàrees.

## Equipaments sanitaris i escolars
El 2009 hi havia 2 farmàcies i 2 ambulàncies.
El 2009 hi havia 1 escola maternal i 3 escoles elementals. Ambrières-les-Vallées disposava d'un col·legi d'educació secundària amb 310 alumnes.

## Poblacions més properes
El següent diagrama mostra les poblacions més properes.